# Jarok (okres Nitra)
Jarok (místními obyvateli zvaný Íreg) je obec na Slovensku v okrese Nitra. Žije v ní přibližně 2 100 obyvatel.

## Historie
Archeologické nálezy dokazují, že území bylo osídleno již v mladší době kamenné a později bylo osídleno v době halštatské. První písemná zmínka o dnešní osadě v podobě Erig pochází z roku 1113, kdy byla uvedena v tzv. Zoborských listinách. V roce 1599 byla obec vyloupena a v roce 1601 vypálena Turky.
V roce 1773 byla obec uvedena jako Üregh, v roce 1786 jako Uereg, v roce 1808 jako Ürög a jako Iřeg, v roce 1863 opět jako Üregh, v letech 1873 až 1913 jako Üreg, v letech 1920 až 1948 jako Ireg. V roce 1948 byla přejmenována na Jarok.

## Pamětihodnosti
Barokní kostel svatého Martina z roku 1723 byl postaven na místě staršího kostela. Oopevnění kostela pochází z přelomu 16. a 17. století. Celý areál je chráněn jako národní kulturní památka.